# Hlinné (Dobré)
Hlinné (německy Leimfeld) je vesnice, část obce Dobré v okrese Rychnov nad Kněžnou. Nachází se asi 1,5 km na jih od Dobrého. V roce 2009 zde bylo evidováno 69 adres. V roce 2001 zde trvale žilo 124 obyvatel.
Hlinné leží v katastrálním území Hlinné u Dobrého o rozloze 3,11 km2.

## Další fotografie

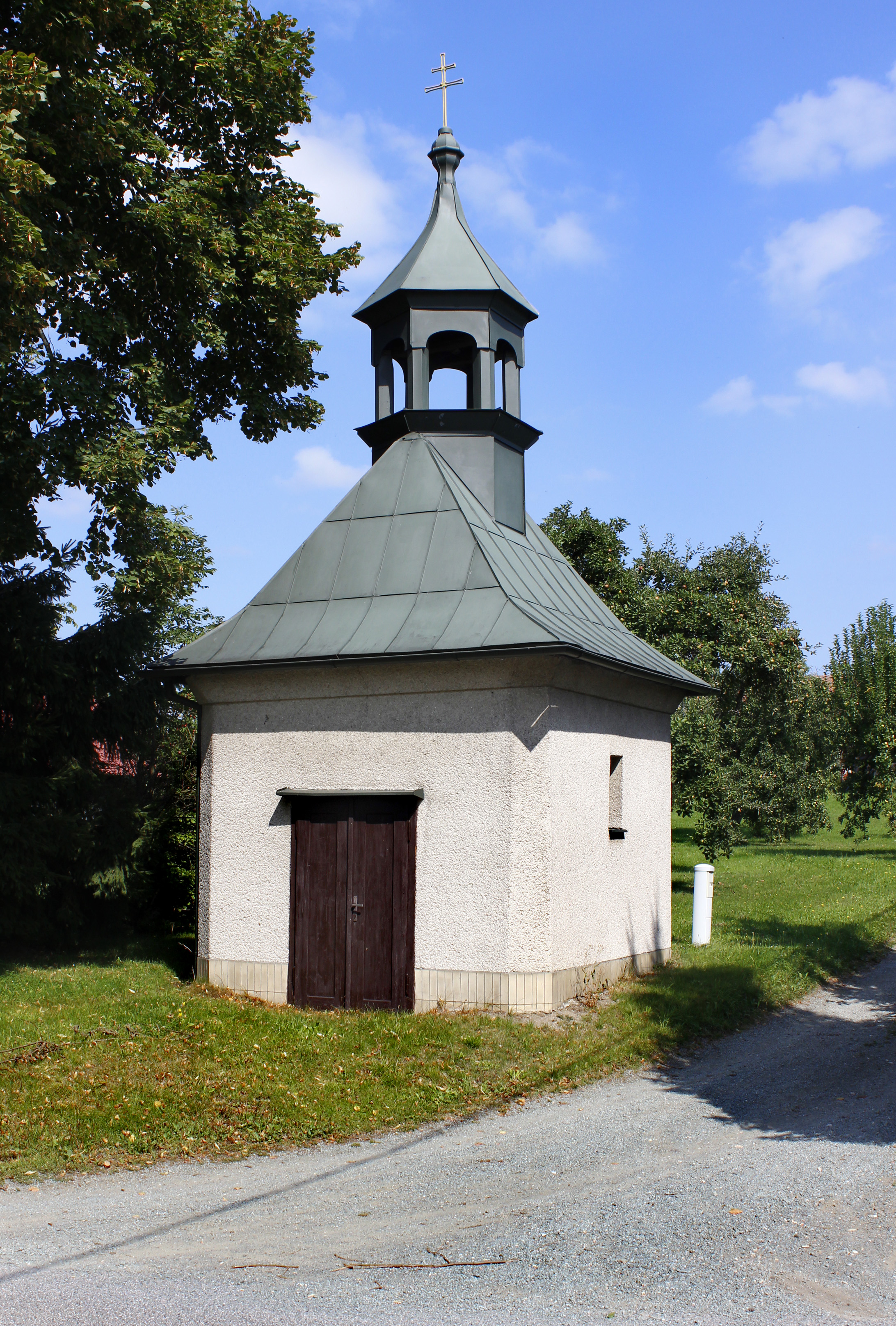
Kaplička
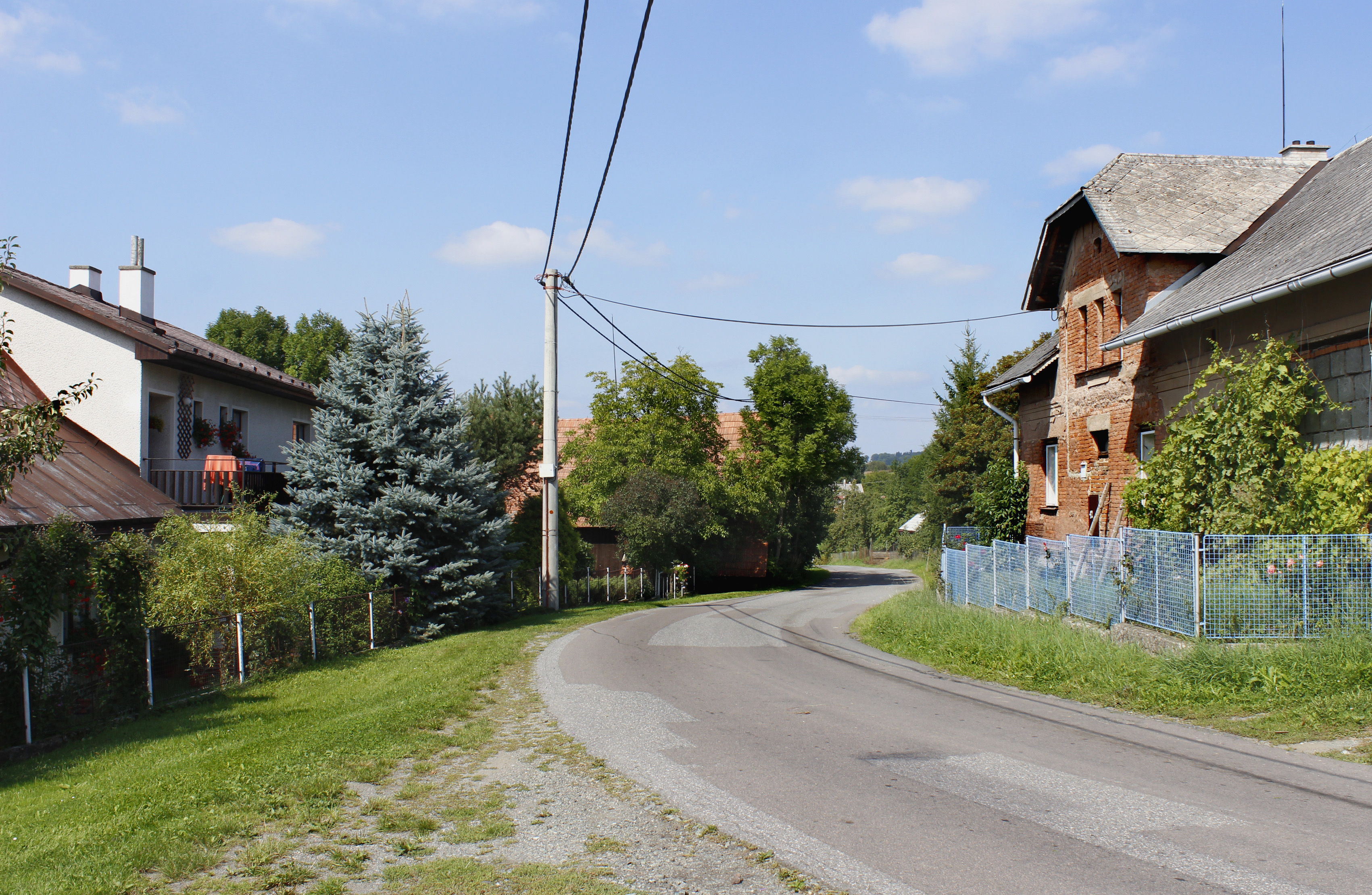
Střed vesnice
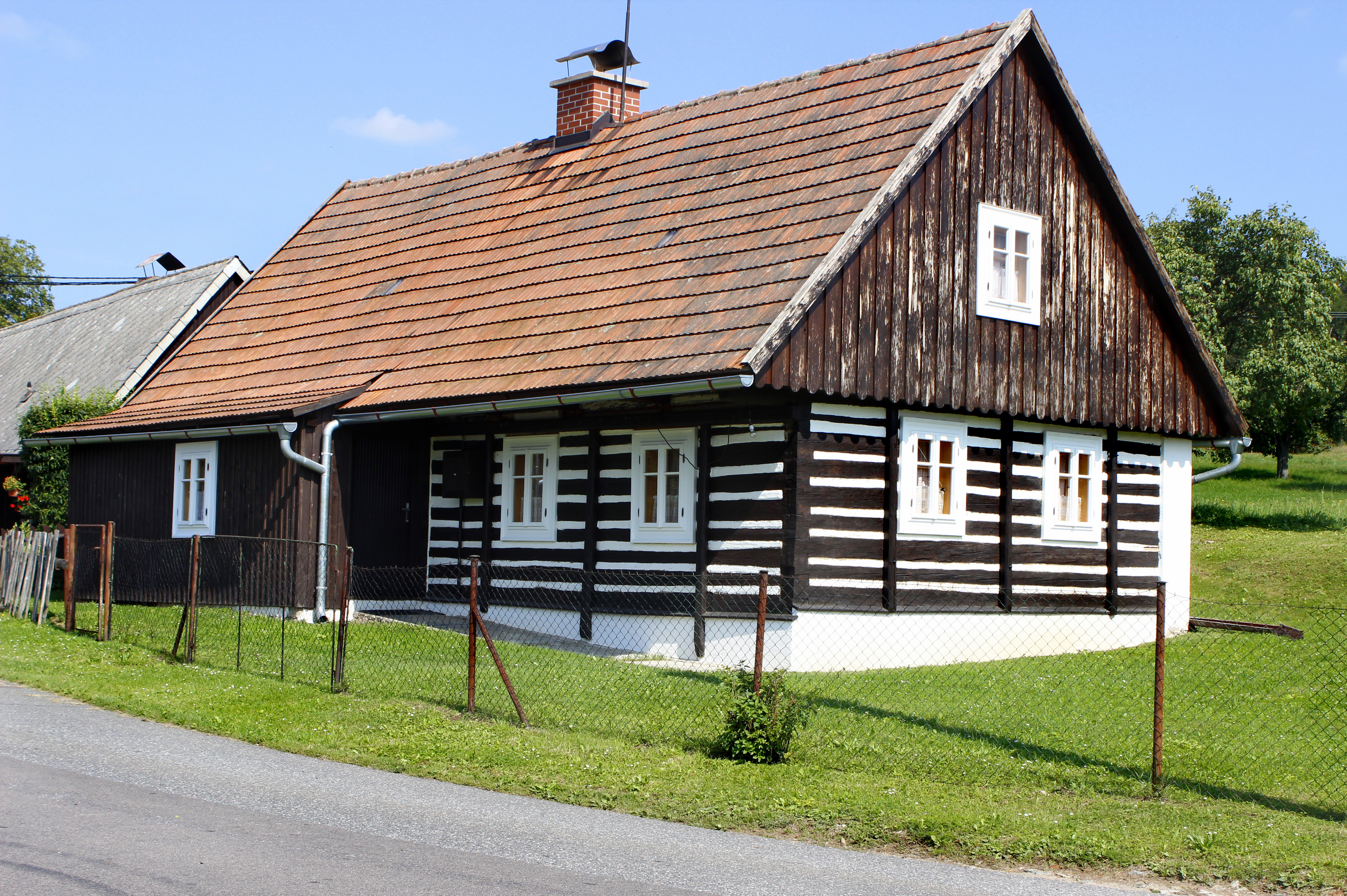
Chalupa na severu